# Vieille ville de Düsseldorf
L’Altstadt (littéralement « vieille ville ») est l'un des 50 quartiers (Stadtteile) de Düsseldorf ; il fait partie du premier arrondissement (Stadtbezirk 1). L'Altstadt de Düsseldorf est connu comme « le plus long comptoir du monde » (längste Theke der Welt), car la petite vieille ville compte plus de 300 bars et discothèques ; le comptoir de bar de chaque établissement se reliant métaphoriquement à celui d'à côté.
Düsseldorf est célèbre pour sa bière particulière, l'Altbier (« vieille bière »), brassée selon une ancienne recette traditionnelle, produite localement et dans quelques brasseries dispersées dans le monde depuis la fin du XIXe siècle.
La vieille ville a une superficie de 0,48 kilomètre carré (soit moins d'un quart de pour cent de la ville entière) et compte 2 429 habitants (2020), soit moins d'un demi pour cent de la population de Düsseldorf. La densité de population est ainsi de 5 398 hab/km2.

## Principaux monuments
- Église Saint-Lambert
- Schlossturm (tour du château) - abritant le musée de la navigation
- L'ancien hôtel de ville (Rathaus)
- Statue équestre de Jan Wellem sur la place du marché
- Lycée Sainte-Ursula